# Igor Astapkovich
Igor Astapkovich (Bielorrusia, 4 de enero de 1963) fue un atleta bielorruso, especializado en la prueba de lanzamiento de martillo en la que llegó a ser subcampeón mundial en 1993.

## Carrera deportiva
En el Mundial de Stuttgart 1993 ganó la medalla de plata en el lanzamiento de martillo, con una marca de 79.88 metros, quedando en el podio tras el tayiko Andrey Abduvaliyev y por delante del húngaro Tibor Gécsek (bronce).